# Žďár (district de Mladá Boleslav)
Pour les articles homonymes, voir Žďár.
Žďár (en allemand : Schdiar) est une commune du district de Mladá Boleslav, dans la région de Bohême-Centrale, en République tchèque. Sa population s'élevait à 1 428 habitants en 2020.

## Géographie
Žďár se trouve à 8 km à l'est-nord-est de Mnichovo Hradiště, à 19 km au nord-est de Mladá Boleslav et à 70 km au nord-est de Prague.
La commune est limitée par Loukov, Svijany et Příšovice au nord, par Všeň, Olešnice et Vyskeř à l'est, par Libošovice et Kněžmost au sud, et par Branžež, Boseň et Březina à l'ouest.

## Histoire
La première mention écrite de la localité remonte à 1403.

## Administration
La commune se compose de deux quartiers :
- Žďár
- Žehrov

## Transports
Par la route, Žďár se trouve à 11 km de Mnichovo Hradiště, à 19 km de Mladá Boleslav et à 80 km de Prague.